# Mizhi

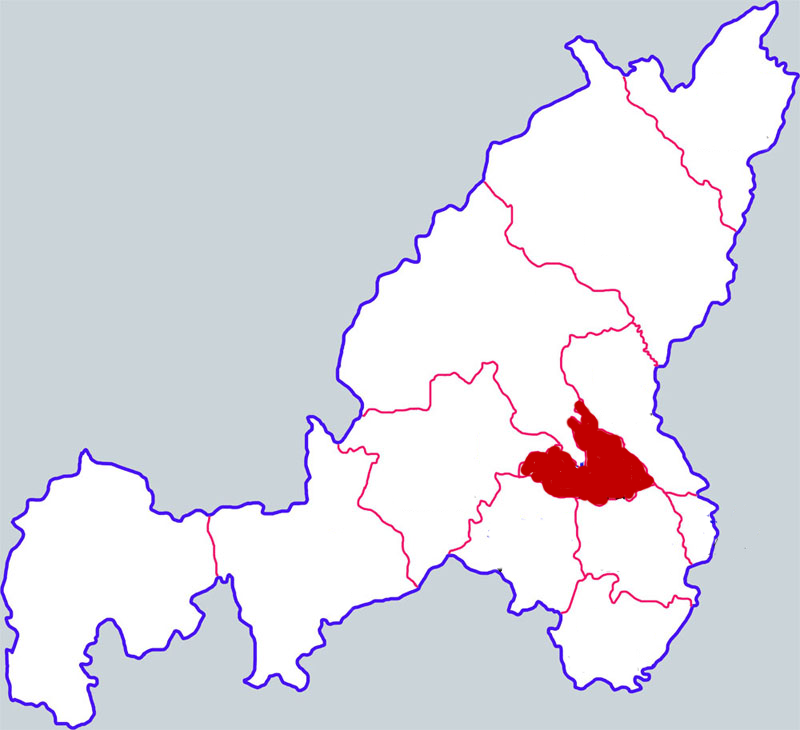
Lage des Kreises Mizhi auf dem Gebiet der bezirksfreien Stadt Yulin

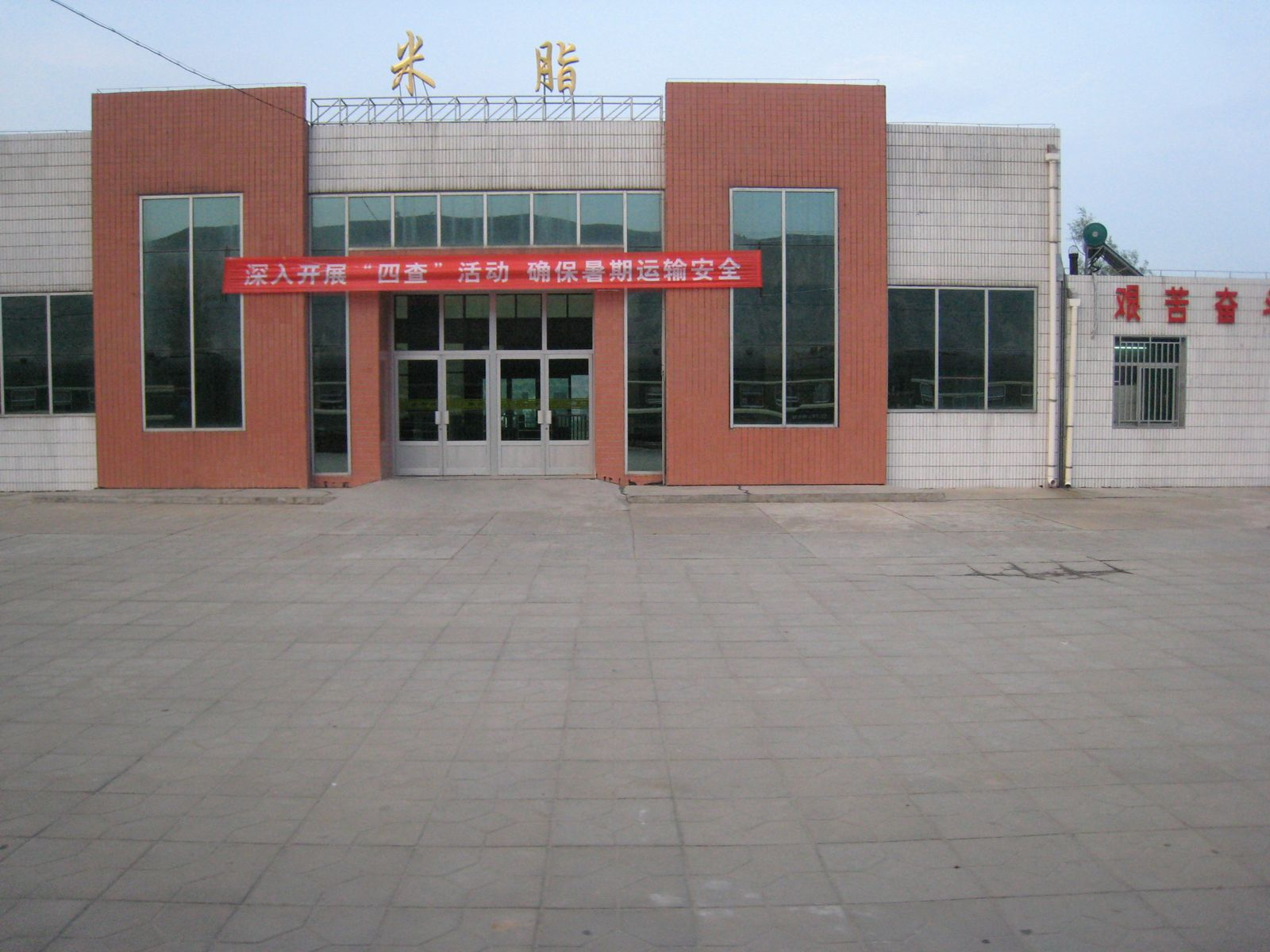
Der Bahnhof von Mizhi

Der Kreis Mizhi (米脂县,  Mǐzhī Xiàn) ist ein Kreis der bezirksfreien Stadt Yulin der Provinz Shaanxi in der Volksrepublik China. Er hat eine Fläche von 1.168 km² und zählt 141.324 Einwohner (Stand: Zensus 2020).
Die revolutionäre Stätte von Yangjiagou (Yangjiagou geming jiuzhi 杨家沟革命旧址) der Jahre 1937–1948, die traditionelle Architektur von Panlongshan (Panlongshan gu jianzhuqun 盘龙山古建筑群) und die Residenz der Familie Jiang (Jiangshi zhuangyuan 姜氏庄园) stehen auf der Liste der Denkmäler der Volksrepublik China.